# Sonderkommando (centres d'extermination)
Pour les articles homonymes, voir Sonderkommando.

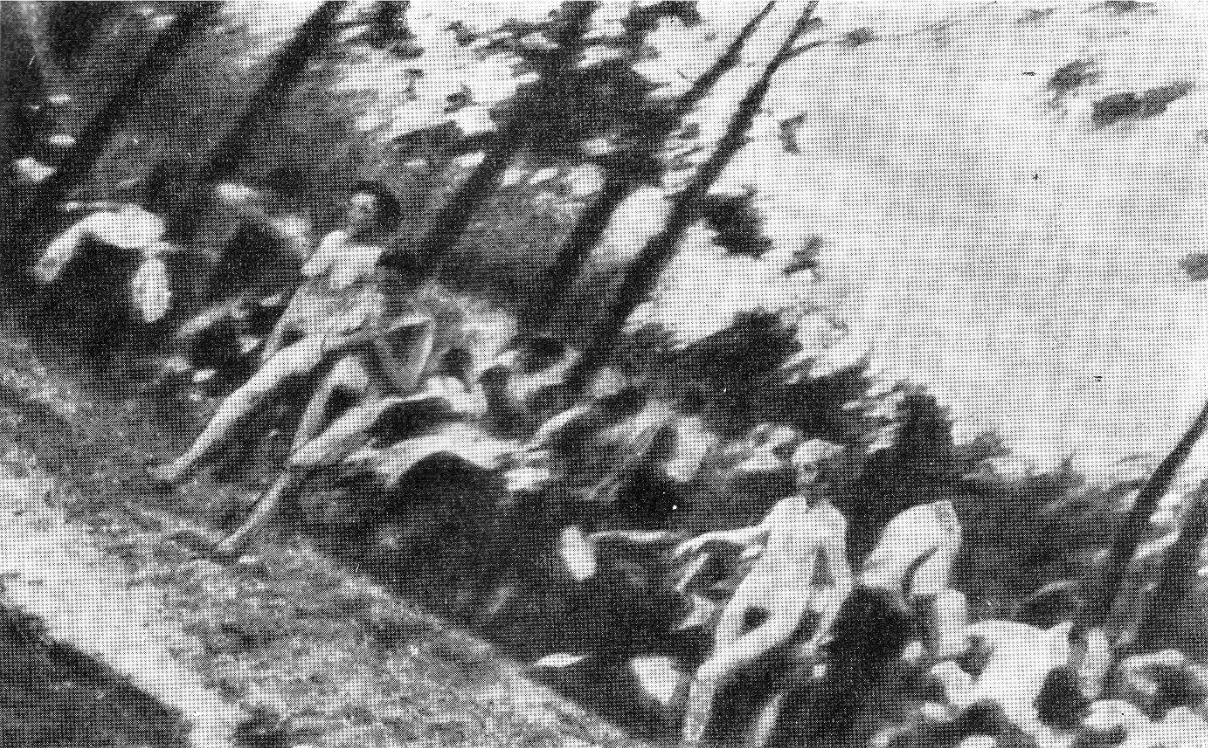
Détail et agrandissement retouché de la « photographie Sonderkommando » avec le numéro négatif 282, publiée à Varsovie en 1957.

Les Sonderkommandos ou Arbeitsjuden — pour privilégier le terme utilisé par l'historienne Sila Cehreli — sont des unités de travail dans les centres d'extermination nazis, composées de prisonniers, juifs dans leur très grande majorité, forcés à participer au processus de la « solution finale » au cours de la Seconde Guerre mondiale. Leur rôle est de trier les effets personnels des Juifs ainsi que de trier et détruire les cadavres.
Le mot vient de l'allemand et signifie « unité spéciale ». Ce terme est aussi utilisé dans une autre acception désignant des détachements des Einsatzgruppen, composés d'Allemands et d'auxiliaires locaux qui participèrent à ce qu'on appelle aussi la « Shoah par balles » sur le front de l'Est.

## Sursis au prix de l'horreur

### Sélection et affectation

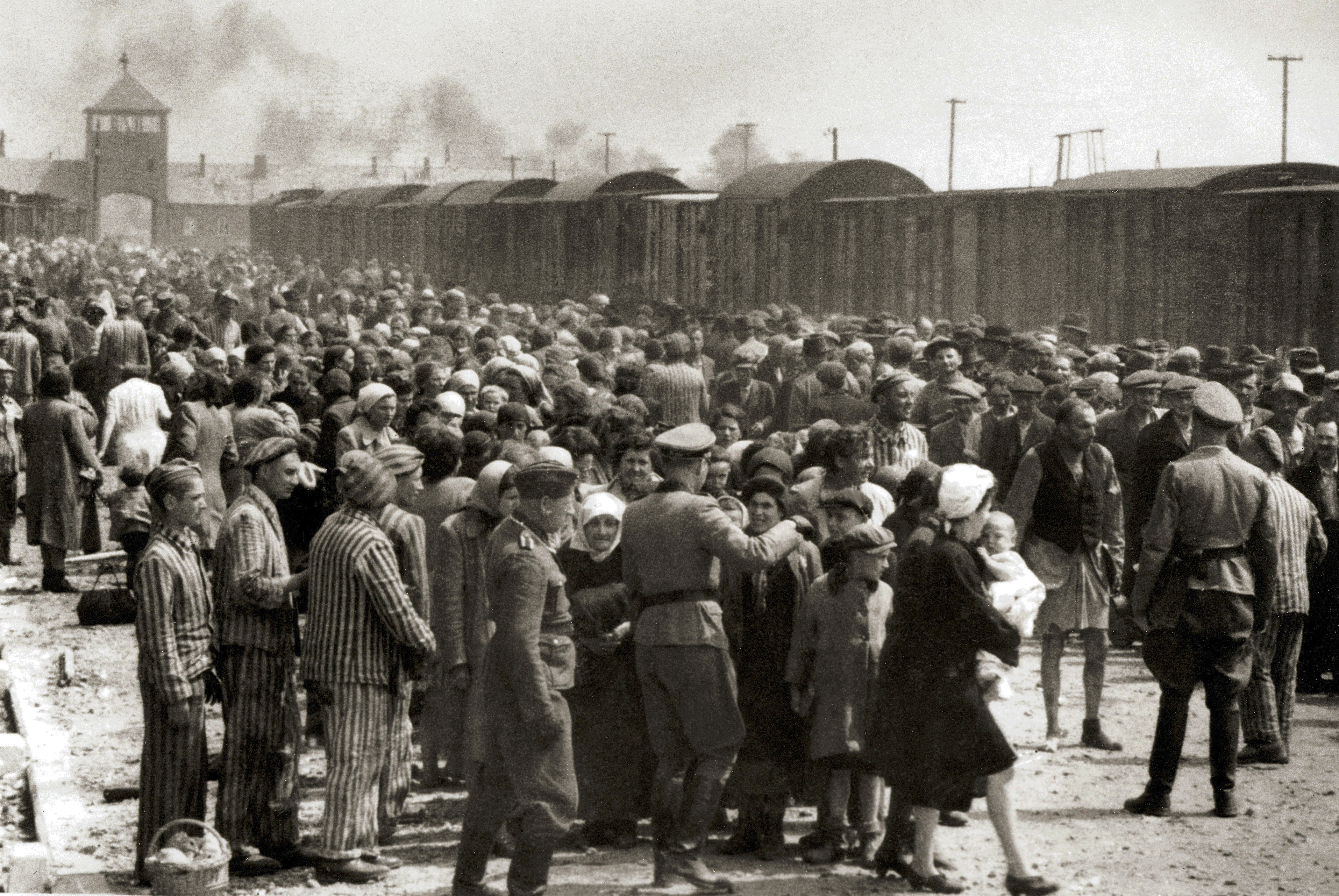
« Sélection » de Juifs hongrois sur la rampe d'Auschwitz II-Birkenau dans la Pologne occupée par les Allemands. Les Juifs ont été envoyés soit au travail, soit à la chambre à gaz (mai 1944)

Les membres des Sonderkommandos sont des déportés arrivés au camp d'extermination d'Auschwitz, choisis par les SS à leur arrivée, à la descente des trains, lors de la sélection (Selektion en allemand) faite immédiatement sur le quai d'arrivée des déportés ou après la période de quarantaine. Ils sont choisis sur des critères physiques (jeunes et en bonne santé apparente) et en fonction des besoins en main d'œuvre. Ils vivent ensuite définitivement séparés des autres prisonniers jusqu'à leur mort. À Treblinka, par exemple, ils sont dans le Todeslager (camp de la mort), partie du camp isolée qui comprend les chambres à gaz et les fosses de crémation. À Auschwitz 1 (camp souche), ils sont d'abord regroupés au Block 11 (prison du camp), puis dans un Block séparé, entouré de murs et gardé (le Block 13 du camp de Birkenau), et dans un troisième temps, ils vivent entièrement au Krematorium (complexe comprenant la salle de déshabillage, la (ou les) chambre(s) à gaz, la salle des fours crématoires et les éventuelles fosses de crémation) auquel ils sont rattachés. Tout contact avec les autres prisonniers du camp est théoriquement interdit afin que ce qui s'y passe ne soit jamais connu. Même l'équipe de gardes SS est spécifiquement affectée.

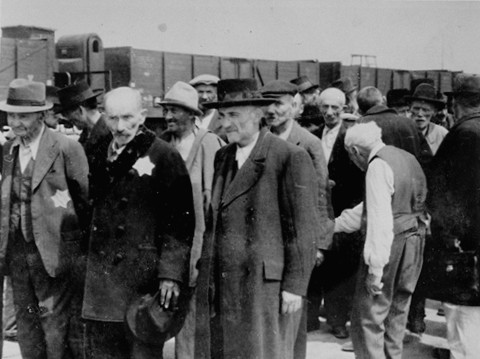
Juifs russes âgés sélectionnés sur la rampe d'Auschwitz-Birkenau (mai 1944)

Le travail des membres du Sonderkommando consiste à accompagner les victimes dans les chambres à gaz. Ils sont chargés ensuite d'en sortir les corps. Ils doivent raser les cheveux des femmes (dans les camps d'extermination de l'Aktion Reinhard, on le leur fait faire avant la chambre à gaz), prendre les bijoux et arracher dents en or. Dans un premier temps, ils doivent jeter les corps dans des fosses communes puis, à partir de la fin de l'été 1942, les brûler sur des bûchers ou dans des fours crématoires.
Quand les nazis décident d'exhumer les corps enterrés dans les fosses communes dans le cadre de l'Aktion 1005, ce sont encore des Sonderkommandos qui sont affectés à cette tâche.

### «Renouvellement» des équipes
Cette vie terrifiante dans l'enfer concentrationnaire ne dure pas longtemps en règle générale parce que, toujours par souci de ne pas laisser de témoins, les membres des Sonderkommandos sont régulièrement renouvelés, envoyés à leur tour dans la chambre à gaz puis brûlés.
Une nouvelle équipe leur succède alors, choisie parmi des déportés arrivés par un nouveau convoi. Contrairement à ce qui est souvent affirmé, il ne s'agit pas de renouvellement à date régulière, mais en fonction de ce qu'on leur a fait faire, donc de ce dont ils ont été témoins. Par exemple, l'ensemble des membres du Sonderkommando ayant participé au vidage des fosses communes à l'automne 1942 dans le cadre de l'Aktion 1005 est exterminé à l'issue de l'opération de crémation des corps, pour qu'il ne reste aucun témoin.

## Bełżec
Comme au centre de Chełmno, durant les premières semaines d'activité du centre d'extermination de Bełżec, la tâche d'extraire les corps des victimes des chambres à gaz n'est pas, dans un premier temps, confiée à des déportés, mais effectuée par des Wachmänner. Vu la dureté de ces tâches, il est décidé, après quelques semaines, de confier les travaux les plus durs à des déportés sélectionnés dès leur arrivée au camp, les Arbeitsjuden. La date de la création des Arbeitsjuden n'est pas connue avec précision,.

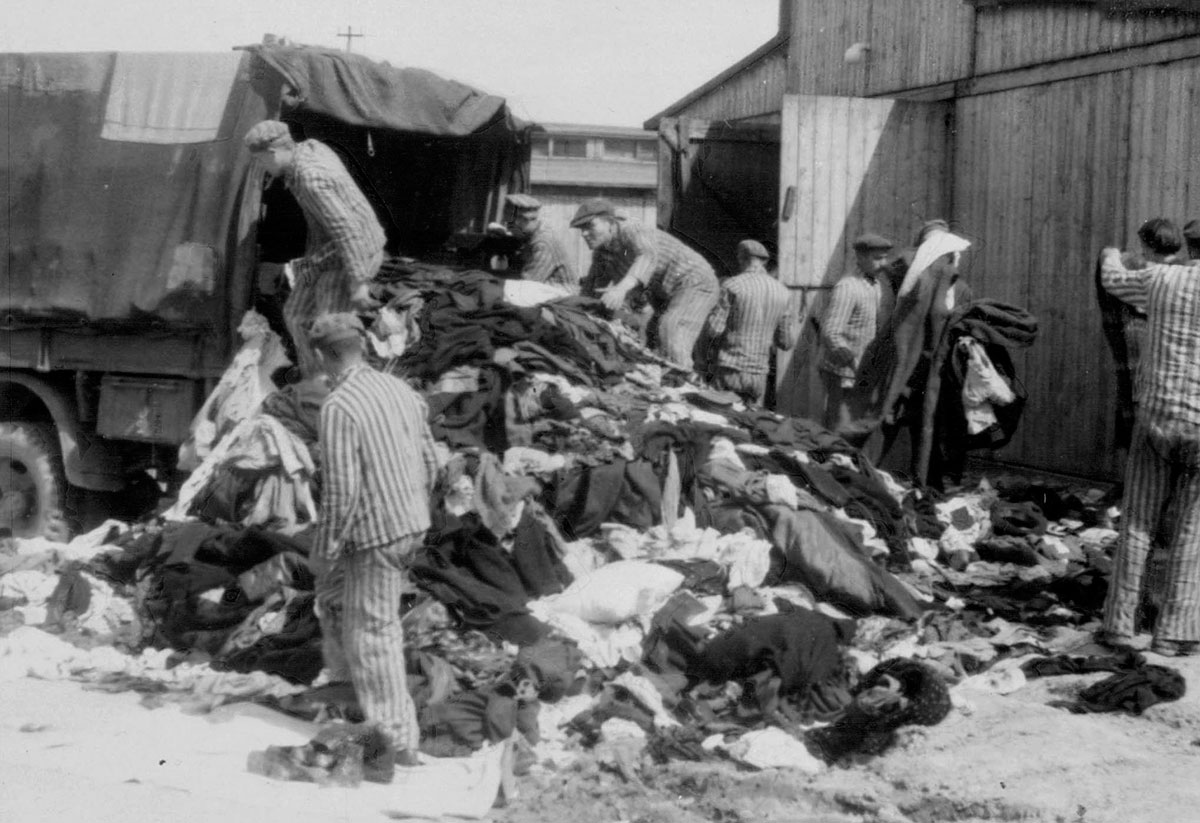
À la section « Canada », entassement et tri de vêtements et objets confisqués et volés aux nouveaux arrivants au camp d'Auschwitz-Birkenau. Les Sonderkommando portent des vêtements rayés (mai 1944)

Dans un premier temps, et de manière arbitraire, les SS sélectionnent, lors de l'arrivée de convois, des hommes qui semblent en bonne santé et en état de travailler, pour extraire les corps des wagons et transporter les effets des victimes vers le point de rassemblement des bagages et effets personnels (section Canada) ; dès leur tâche effectuée, ils sont tous conduits aux fosses pour y être fusillés et enterrés,. Après cette première période d'improvisation, les Arbeitsjuden sont répartis en groupes « permanents », spécialisés, hiérarchisés, avec un effectif global relativement stable, compte tenu de l’extrême mortalité qui y règne, et affectés à des tâches précises et spécialisées. En pleine période d'activité, l'effectif des Arbeitsjuden s'élève à 1 000 personnes, à peu près également distribué entre le camp I et le camp II d'Auschwitz - tout contact entre les deux groupes étant interdit.
Dans l'enceinte du camp I, un détachement, le Bahnhofskommando (commando de la gare) est chargé d'aider ou de forcer les déportés à descendre des wagons, de ramasser les bagages restés dans le convoi, de porter les effets personnels à l'endroit du triage et, en l'absence de convois, de nettoyer l'ensemble du site, à l'exception du camp II. En ordre d'importance numérique, un deuxième groupe est chargé de la tonte des cheveux des déportées, juste avant leur envoi vers le « boyau » et les chambres à gaz.
Belzec dispose également d'un petit groupe d'artisans, aux compétences diverses, auquel les Allemands peuvent faire appel à titre privé, notamment pour des travaux dans leur cantonnement, à l'extérieur du périmètre du camp ; dans ce cas, ils sont accompagnés et surveillés par des Wachmänner. Le camp I comporte également de nombreux autres détachements spécialisés, les Goldjuden (Juifs de l'or) affectés au rassemblement, au tri et à l'emballage de l'or, y compris celui provenant des dents arrachées aux cadavres, de l'argent et d'autres objets de valeur. D'autres Arbeitsjuden effectuent des activités diverses à l'intérieur du camp, comme des travaux de réparation, l'entretien des baraques, ou la lessive, la cuisine ou le nettoyage des bâtiments, ces trois dernière tâches étant également effectuées par des Arbeitsjuden affectés au camp II.
Dans l'enceinte du camp II, le Leichenkommando (commando des cadavres) est chargé d'extraire les corps des chambres à gaz, d'arracher les dents en or des victimes et d'enterrer les corps dans des fosses communes. De novembre 1942 à mars 1943, ses membres sont également affectés à l'exhumation des cadavres des fosses communes et à leur incinération sur des bûchers.

## Auschwitz-Birkenau

### Un Sonderkommando important

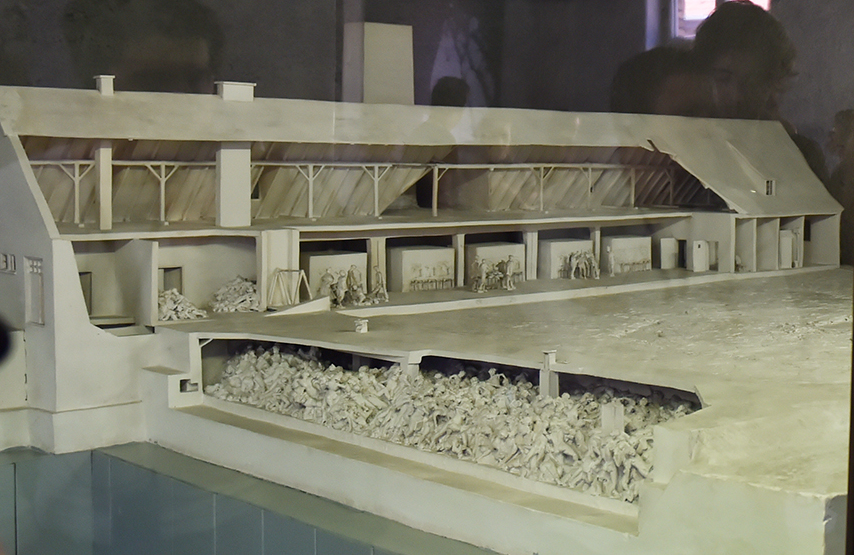
Diorama pédagogique de la chambre à gaz d'Auschwitz et des crématoriums.

En tout, plus de 2 000 personnes ont fait partie du Sonderkommando d'Auschwitz. Une dizaine[source insuffisante] d'entre elles seulement a survécu à la guerre. Certains ont témoigné dans le procès de Rudolf Höss dans l'après-guerre. Au début de son histoire, le Sonderkommando d'Auschwitz ne compte qu'une vingtaine de personnes affectée à la crémation des prisonniers décédés. Avec le développement du camp, la taille du Sonderkommando s'accroît. Un Sonderkommando est notamment créé dans le camp de Birkenau. Il permet de faire fonctionner les quatre grands crématoriums munis de chambres à gaz à partir de 1943. Durant le mois de novembre 1942, les effectifs sont considérablement augmentés afin de brûler les 100 000 corps des prisonniers Juifs, Polonais et Soviétiques auparavant entassés dans les fosses communes. À la fin de l'opération, les membres du Sonderkommando sont assassinés. Un nouveau Sonderkommando est constitué avec 200 Juifs provenant des ghettos polonais. En mars 1943, il est renforcé par 100 Juifs venant du camp de Drancy, en France.
En février 1944, certains membres du Sonderkommando tentent de s'évader. Cette tentative a pour conséquence une « sélection drastique » qui fait passer l'unité de 400 à 200 membres. En mai 1944, alors que la déportation des Juifs de Hongrie commence, les effectifs augmentent à nouveau. Une centaine de Juifs de Grèce rejoignent le Sonderkommando portant l'effectif à 308 membres. Au mois d'août, alors que les chambres à gaz tournent à plein, les effectifs sont portés à plus de 900 personnes. Réparties en deux équipes, elles travaillent alors 24 heures sur 24, avec une équipe de jour et une autre de nuit. En septembre, les déportations de Juifs hongrois ralentissant, les effectifs du Sonderkommando diminuent de 200 membres.

### Révolte du crématorium IV de Birkenau
Le 7 octobre 1944, les autorités du camp d'Auschwitz II prévoient de réduire encore le nombre de déportés travaillant au Sonderkommando. Ceci déclenche une révolte à Auschwitz-Birkenau. Elle n'est pas suivie d'un soulèvement de l'ensemble du camp et se termine dans un bain de sang. En quelques heures, 400 membres du Sonderkommando sont assassinés. Le crématorium IV est incendié et hors d'usage. Deux cent survivants sont affectés dans les trois crématoriums restant en fonction,.

### Fin du Sonderkommando
Les chambres à gaz restent en fonction jusqu'en novembre 1944. Le 26 novembre, l'équipe du Sonderkommando est réduite de moitié. Le nombre restant est affecté principalement au démontage des installations pour effacer les traces de l'activité meurtrière.
Le 18 janvier 1945, lors de l'évacuation du camp, quelques dizaines de membres du Sonderkommando encore vivants parviennent à se mêler aux autres déportés.

### De rares témoignages

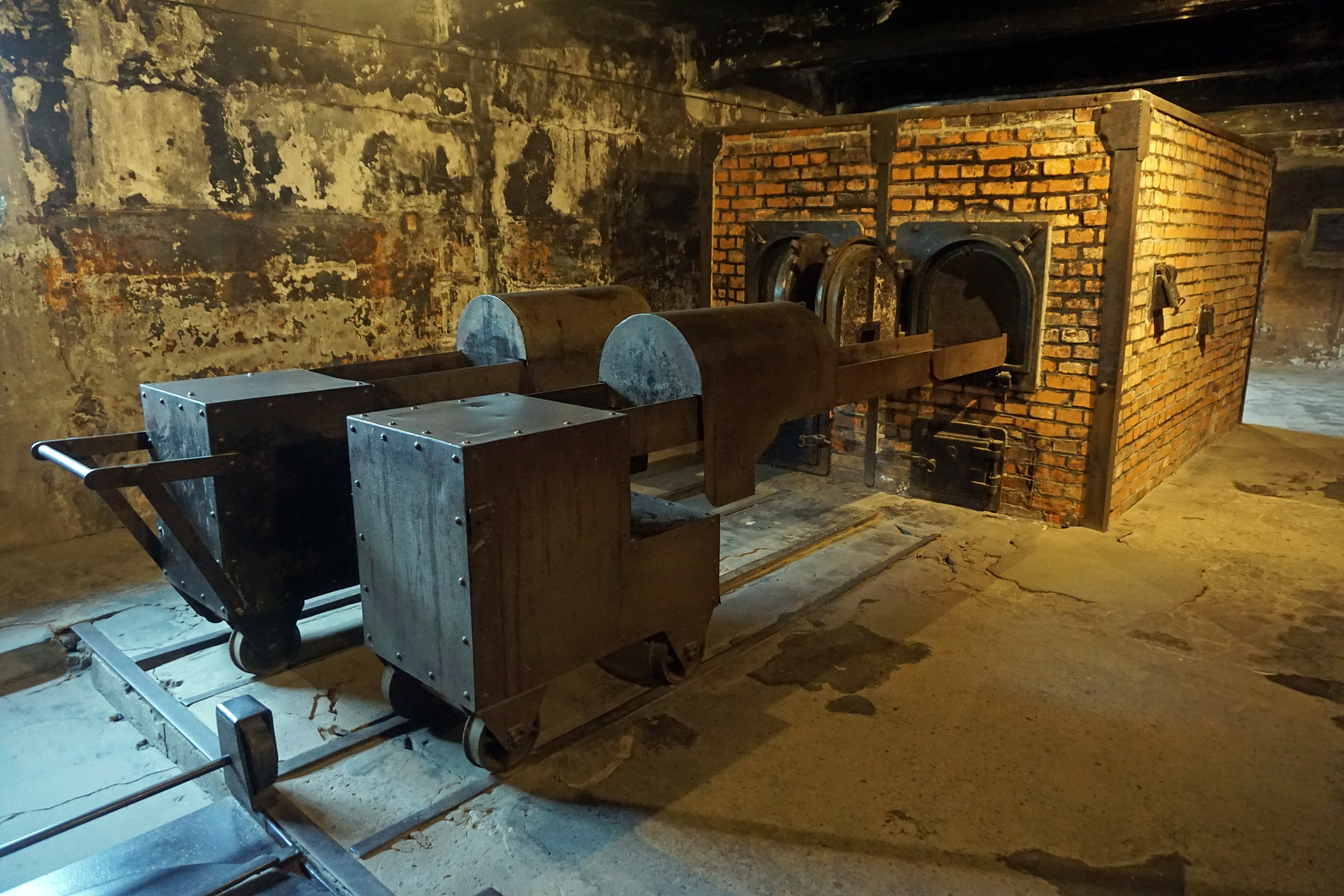
Crematorium à Auschwitz.

Dès les premiers jours suivant la libération du camp, une commission d'enquête soviétique entend les témoignages de deux membres du Sonderkommando, Shlomo Dragon et Henryk Tauber. Ils déposent aussi avec Alter Fajnzylberg (« Feinsjbler », autre orthographe de son nom) auprès de la Commission d'enquête sur les crimes nazis en Pologne en 1945.
Lors du second procès d'Auschwitz qui a lieu à Francfort en Allemagne en 1965, Milton Buki, Filip Müller, Alter Fajnzylberg et Dow Paisikovic témoignent. Filip Müller écrit également un livre précieux pour témoigner de tout ce qu'il a vu.
Certains membres des Sonderkommandos ont enterré des textes destinés à témoigner. Entre 1945 et 1980, huit cachettes sont retrouvées par hasard, près des fours crématoires et cinq des auteurs peuvent être identifiés. Ils sont réédités sous le titre Des Voix sous la cendre. On y trouve notamment les textes de Zalmen Gradowski et de Zalmen Lewental (qui serait mort en novembre 1944) ainsi que des témoignages de trois membres de Sonderkommando.
L'artiste David Olère, Juif déporté au camp d'Auschwitz et intégré au Sonderkommando, survécut également. Il peignit plusieurs toiles représentant l'horreur des camps de la mort en témoignage de son vécu. Certaines de ses œuvres illustrent le témoignage poignant de Shlomo Venezia (recueilli à Rome en 2006 par Béatrice Prasquier), sur son expérience concentrationnaire, le Sonderkommando et la révolte de ce dernier.

## Sonderkommandossurvivants
Les historiens estiment qu'une soixantaine de Sonderkommandos en ont réchappé.
Parmi eux figurent : 
| - Daniel Bennahmias - Maurice Benroubi - Antonio Boldrin - Milton Buki - Shaul Chazan - Léon Cohen - Abraham Dragon - Schlomo Dragon - Alter Fajnzylberg - Dov Freiberg - Dario Gabbaï - Jacob Gabbaï - Shlomo Kirszenbaum | - Giuseppe "Pepo" Koulias - Henryk Mandelbaum - Moses Mizrahi - Filip Müller - Marcel Nadjari - David Nencel - Miklós Nyiszli - David Olère - Dov Paisikovic - Bernhard Sakal - Henryk Tauber - Maurice Venezia - Shlomo Venezia |

## Documents iconographiques duSonderkommando

### Photographies

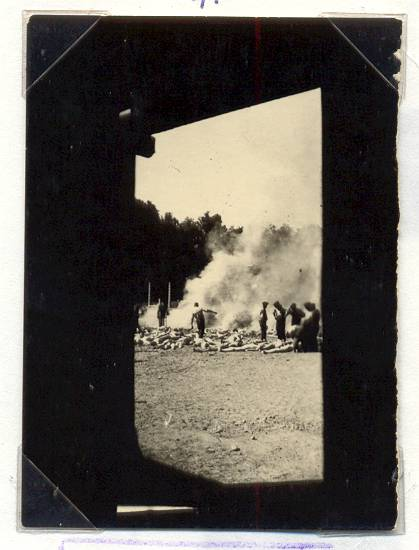
Cliché 280 (détail). Pris depuis l'intérieur de la chambre à gaz du Krematorium V.

Les photographies du Sonderkommando sont quatre photographies floues prises clandestinement par un détenu, membre du Sonderkommando, en août 1944 dans le camp de concentration d’Auschwitz II-Birkenau. Elles sont, avec quelques photos de l’Album d'Auschwitz, les seuls documents photographiques autour des chambres à gaz. Elles sont numérotées de 280 à 283 par le musée national Auschwitz-Birkenau.

### Dessins et peintures
David Olère (1902-1985) est le seul artiste à avoir travaillé comme membre du Sonderkommando et à avoir survécu. Dès sa libération, il dessine et sculpte jusqu'en 1962, essentiellement pour témoigner de son expérience en camp d'extermination. Ses représentations d'Auschwitz sont parfois les seuls documents visuels restants et ont une valeur documentaire exceptionnelle. En effet, grâce à sa mémoire photographique, ses dessins s'avèrent être d'une grande précision, confirmée par la suite, en montrant les installations des usines de la mort et leur fonctionnement, détruites sur ordre nazi, avant l'évacuation d'Auschwitz,.
Outre des scènes de sélection (Selektion, en allemand) et de gazage, concernant des groupes ou des individus, il montre dans son travail la souffrance des détenus, les mines après l'évacuation de Birkenau, ou encore des scènes de prière entre prisonniers. Un de ses dessins, Les Inaptes au travail, réalisé après 1945, renvoie au funeste destin des déportés fraîchement arrivés au camp mais ne pouvant travailler, en représentant des femmes et des enfants vulnérables bientôt gazés, témoignage fort de l’horreur de la Shoah.
En 1952, il réalise Les Vivres des morts pour les vivants, une huile du mouvement expressionniste, exposée au musée de l'Holocauste à New York aux États-Unis,.